# Wéverton
Wéverton (* 13. Dezember 1987 in Rio Branco; voller Name Wéverton Pereira da Silva) ist ein brasilianischer Fußballtorwart.

## Karriere

### Vereine

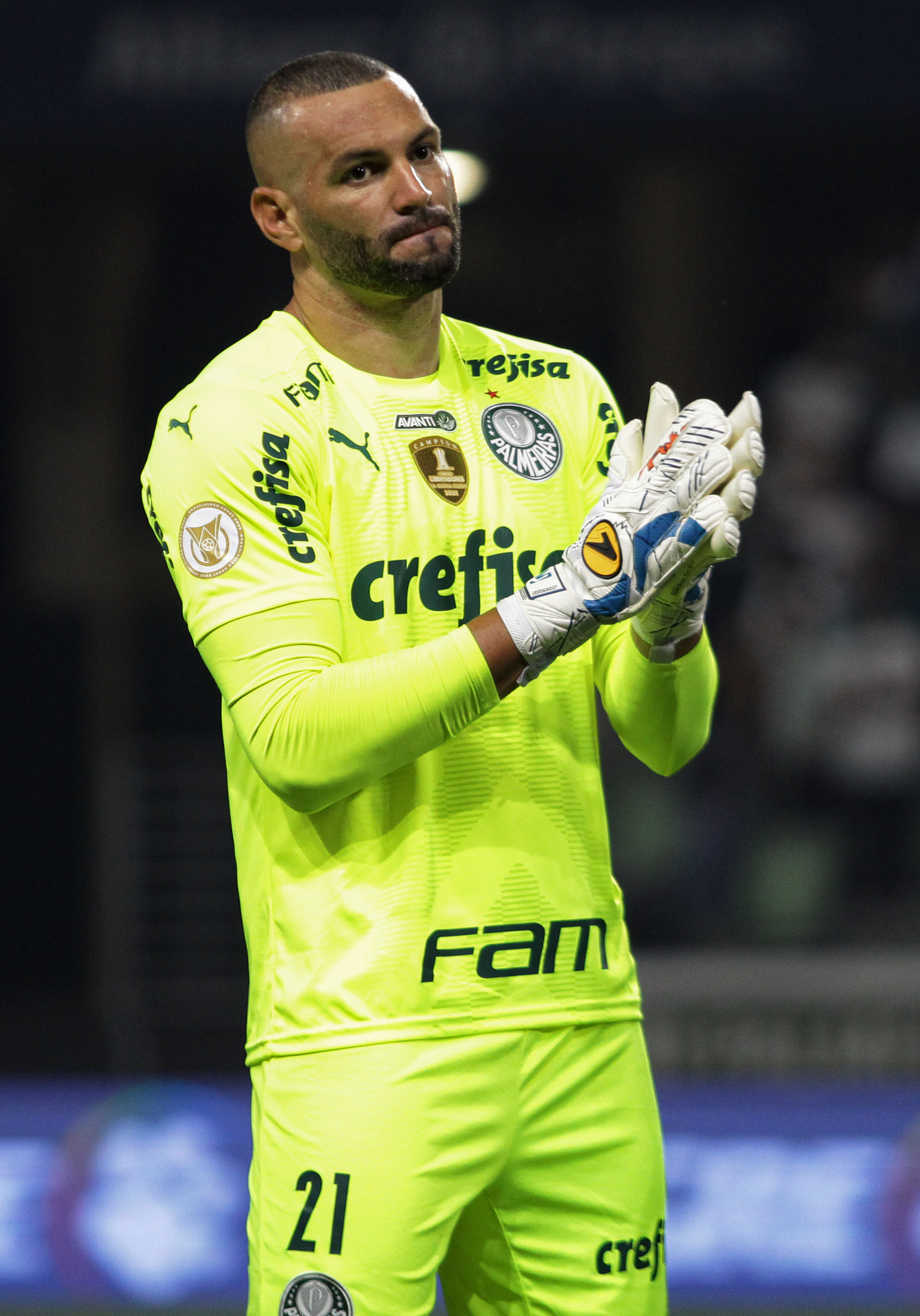
Wéverton im Trikot von Palmeiras São Paulo (2022)

Wéverton startete seine Laufbahn u. a. in der Jugendmannschaft vom SC Corinthians. Dort schaffte er aber nicht den Sprung in die erste Mannschaft, sondern wurde bereits in seiner Jugendzeit mehrfach an andere brasilianische Vereine ausgeliehen. 2010 wechselte er zu Portuguesa São Paulo, wo er sich als Stammtorhüter durchsetzen konnte. In der Saison 2012 wechselte der Torhüter dann zum Athletico Paranaense. Zur Saison 2018 wechselte Wéverton zur SE Palmeiras. Die Ablösesumme betrug 2 Millionen Real, die Vertragslaufzeit betrug fünf Jahre. Gleich in seinem ersten Jahr konnte Wéverton mit dem Klub die nationale Meisterschaft gewinnen, dabei bestritt er 23 von 38 Ligaspielen. In den Folgejahren gewann er mit Palmeiras den Copa do Brasil 2020, den Copa Libertadores 2020 und 2021, sowie in der Série A 2022 erneut den brasilianischen Meistertitel. Die Titelverteidigung 2023 konnte im Dezember des Jahres ebenso gefeiert werden.

### Nationalmannschaft
Für die Olympischen Sommerspiele 2016 wurde Wéverton nach dem Ausfall von Fernando Prass in den Kader der U-23 Mannschaft berufen. Er erreichte mit seiner Mannschaft das Finale und musste dabei im gesamten Turnier nur ein einziges Gegentor hinnehmen. Im Elfmeterschießen des Finalspiels gegen Deutschland hielt er den entscheidenden Elfmeter von Nils Petersen und hatte somit entscheidenden Anteil am Gewinn der ersten Goldmedaille Brasiliens bei einem olympischen Fußballturnier.
Aufgrund seiner guten Leistungen bei den olympischen Spielen wurde Wéverton von Nationaltrainer Tite im September 2016 erstmals in den Kader der brasilianischen A-Nationalmannschaft berufen. Bei den beiden Qualifikationsspielen für die Weltmeisterschaft 2018 gegen Ecuador und Chile wurde er jedoch nicht eingesetzt. Sein Debüt in der A-Nationalmannschaft gab er schließlich am 26. Januar 2017 bei einem Freundschaftsspiel gegen Kolumbien. Im Juni 2017 kam er in einem weiteren Freundschaftsspiel zum Einsatz, anschließend wurde er vorerst nicht mehr berücksichtigt und war somit kein Teil des brasilianischen Kaders für die Weltmeisterschaft 2018.
Nach über drei Jahre ohne Einsatz kehrte er im November 2020 zwischen die Pfosten der Seleção zurück, als er in zwei Qualifikationsspielen für die Weltmeisterschaft 2022 gegen Bolivien und Peru aufgeboten wurde. Im Juni 2021 war er Teil des brasilianischen Kaders für die Copa América 2021. Bei dem Turnier, in dem seine Mannschaft im Finale gegen Argentinien unterlag, kam er in einem Gruppenspiel zum Einsatz.
Im November 2022 wurde Wéverton von Trainer Tite in den Kader für die Fußball-Weltmeisterschaft 2022 berufen. Im Achtelfinale gegen Südkorea debütierte er im Alter von 34 Jahren bei einem WM-Endrundenspiel, als er in der 80. Minute für Stammtorhüter Alisson eingewechselt wurde.

## Erfolge
Nationalmannschaft
- Olympische Sommerspiele 2016: Gold

Corinthians
- Série B: 2008

Botafogo-SP
- Staatsmeisterschaft von São Paulo – Interior: 2010

Portuguesa
- Série B: 2011
- Troféu Sócrates: 2012

Atletico Paranaense
- Marbella Cup: 2013
- Staatsmeisterschaft von Paraná: 2016

Palmeiras
- Campeonato Brasileiro de Futebol: 2018, 2022, 2023
- Copa Libertadores: 2020, 2021
- Copa do Brasil: 2020
- Staatsmeisterschaft von São Paulo: 2020, 2022, 2023, 2024
- Recopa Sudamericana: 2022
- Supercopa do Brasil: 2023

## Auszeichnungen
- Bola de Prata – Mannschaft der Saison: 2018, 2020, 2023
- Prêmio Craque do Brasileirão – Mannschaft der Saison: 2020[2], 2021[3], 2022[4]
- Copa do Brasil: 2020 – Bester Torwart[5]